# Отченашко Георгій Федорович
Георгій Федорович Отчена́шко (нар. 21 грудня 1934, Макіївка) — український і німецький живописець; член Спілки радянських художників України з 1970 року.

## Біографія
Народився 21 грудня 1934 року в місті Макіївці (нині Донецька область, Україна) в робітничій сім'ї. Протягом 1952—1955 років навчався у Єлецькому художньому училищі; у 1957—1959 роках продовжив здобувати мистецьку освіту в Ростовському художньому училищі та у 1960—965 роках — у Київському художньому інституті, де його викладачами були Микола Попов, Петро Сльота, Карпо Трохименко.
Протягом 1968—1969 років викладав малювання у Макіївському інженерно-будівельному інституті; у 1970—1994 роках працював художником на Донецькому художньо-виробничому комбінаті. Одночасно протягом 1965—1979 років очолював організовану ним місцеву студію образотворчого мистецтва та після її реорганізації у художню школу в 1979—1982 роках був її директором. У 1974 році нагороджений пам'ятною медаллю «Меморіал Рєпіна». Мешкав у Макіївці в будинку на вулиці Леніна, квартал 1—1А, 7, квартира № 57 та у будинку на кварталі 763, 17, квартира № 71.
З 1994 року — у Німеччині. Мешкає в Берліні.

## Творчість
Працює у галузі станкового живопису, автор натюрмортів, пейзажів, портретів. Серед робіт:
- «Доменщики. Після плавки» (1967);
- «Натюрморт із соняхами» (1968);
- «Важкі роки» (1970);
- «Почесний металург А. Артем'єв із дочкою» (1972);
- «Трускавець» (1972);
- «Рита» (1973);
- «Сон солдата» (1974);
- «Микола Іванович, майстер мартенівської печі № 1» (1975);
- «Металург В. Решетилов» (1975);
- «Поет М. Фролов» (1977);
- «Зима» (1977);
- «Палех» (1978);
- «Шахтар» (1982);
- «Три старі верби» (1983);
- «Зимовий ранок» (1984);
- «Теплий вечір» (1986);
- «Туманний ранок» (1986);
- «Узимку в Седневі» (1986);
- «Соняшники» (1986);
- «Натюрморт із гарбузом» (1988);
- «Людина і світ» (1990);
- «Льодохід на Волзі»  (1990);
- «Автопортрет із пташками» (1990);
- «У зимовому парку» (1992);
- «Коні і яблуні восени» (1994);
- «Червоні та блакитні квіти» (1996);
- «На річці Майн» (1996);
- «Вольфґанґ Бьоль — філософ» (2001);
- «Липень. Берлін» (2001);
- «Тепла осінь» (2004);
- «Між минулим i майбутнім» (2005);
- «Хризантеми» (2006);
- «Ольга Логовитська» (2007).

Брав участь у багатьох творчих виїздах, зокрема у 1987 році з групою Спілки художників СРСР подорожував  містами Індії та Непалу; відвідав Балтійські країни, Чехословаччину, Польщу, Францію, Італію, Німеччину.
Учасник багатьох республіканських виставок. Значна кількість його робіт знаходиться в музеях України або придбана приватними колекціонерами. 